# Megarhogas albapiculatus
Megarhogas albapiculatus är en stekelart som beskrevs av Long 2008. Megarhogas albapiculatus ingår i släktet Megarhogas och familjen bracksteklar. Inga underarter finns listade i Catalogue of Life.